# 猪胆酸
猪胆酸（英語：Hyocholic acid，也被称为3α,6α,7α-三羟基-5β-胆烷-24-羧酸，3α,6α,7α-trihydroxy-5β-cholan-24-oic acid）是猪胆汁酸的主要成分，在人类胆汁酸中有很低的浓度。猪胆酸和人类胆汁酸的主要成分之一胆酸的不同在于第三个羟基基团位于6-号碳原子的α-位而不是12α位。人类胆汁酸的另一种主要成分鹅去氧胆酸则既没有6-号位也没有12-号位的羟基基团。另外，猪胆酸也和大鼠的鼠胆酸不同，α和β鼠胆酸的6号位都为6β-羟基。